# Міхал Оченаш
Міхал Оченаш (7 січня 1991, Жиліна) — словацький футбольний арбітр. Арбітр ФІФА та УЄФА з 2017 року. Судить матчі Словацької Суперліги з 2015 року.

## Суддівська кар'єра
23 травня 2015 року Оченаш відсудив свій перший матч у чемпіонаті Словаччини. Під час матчу між «Спартаком» (Миява) та «Ружомберок» 1–1 арбітр чотири рази показав жовту картку.
У єврокубках дебютував 29 червня 2017 року під час матчу між «Клаксвіком» та «АІК» у першому кваліфікаційному раунді Ліги Європи УЄФА. Матч закінчився з рахунком 0–0, а Оченаш один раз показав жовту картку.
Він відсудив свій перший міжнародний матч на рівні збірних 7 жовтня 2020 року, коли команда Польщі перемогла з рахунком 5:1 команду Фінляндії. Каміль Гросицький (тричі), Кшиштоф Пйонтек і Аркадіуш Мілік забивали у збірної Польщі та Ілмарі Нісканен у складі Фінляндії. Під час цього матчу Оченаш не показав жодної картки.
1 травня 2023 року судив фінал Кубок Словаччини з футболу 2023 року.